# Bệnh viện Chợ Rẫy
Bệnh viện Chợ Rẫy là một bệnh viện đa khoa trung ương cấp quốc gia, phục vụ Nam Bộ, nằm tại Phường Chợ Lớn, Thành phố Hồ Chí Minh. Đây là bệnh viện tuyến cuối hạng đặc biệt trực thuộc Bộ Y tế, đồng thời là trung tâm nghiên cứu khoa học, chỉ đạo tuyến và triển khai nhiều dự án hợp tác quốc tế trong lĩnh vực y tế.

## Tổ chức bệnh viện
Hiện bệnh viện chia ra 38 khoa lâm sàng, 10 khoa cận lâm sàng và 11 phòng chức năng. Ngoài ra, bệnh viện còn tổ chức 5 trung tâm lớn là: Trung tâm Ung bướu Chợ Rẫy, Trung tâm Đào tạo – Chỉ đạo tuyến, Trung tâm Thông tin thuốc và theo dõi phản ứng thuốc có hại của thuốc khu vực Thành phố Hồ Chí Minh, Trung tâm Truyền máu Chợ Rẫy, Trung tâm Tim mạch Chợ Rẫy.

### Ban Giám đốc:
- Giám đốc: TS. BS CKII Nguyễn Tri Thức - Thứ trưởng Bộ Y tế
- Phó Giám đốc (phụ trách chuyên môn): TS. BS. Lâm Việt Trung, BS. CKII. Phạm Thanh Việt.
- Phó Giám đốc (phụ trách kinh tế): TS. DS. Nguyễn Quốc Bình.

### Trung tâm (05)
- Trung tâm Ung bướu Chợ Rẫy.
- Trung tâm Đào tạo - Chỉ đạo tuyến.
- Trung tâm Thông tin thuốc và theo dõi phản ứng thuốc có hại của thuốc khu vực TP. HCM
- Trung tâm Truyền máu Chợ Rẫy.
- Trung tâm Tim mạch

### Phòng chức năng (11)
- Phòng Hành chính
- Phòng Tổ chức cán bộ
- Phòng Kế hoạch tổng hợp
- Phòng Điều dưỡng
- Phòng Công nghệ thông tin
- Phòng Tài chính kế toán
- Phòng Quản trị
- Phòng Trang thiết bị y tế
- Phòng Bảo vệ chính trị nội bộ - Đội bảo vệ
- Phòng Quản lý chất lượng
- Phòng Công tác xã hội

### Đơn vị (04)
- Đơn vị Quản lý dự án
- Đơn vị Đối ngoại tiếp thị
- Đơn vị An toàn bức xạ
- Đơn vị Dịch vụ

### Khoa Lâm sàng (38)
04 khoa khám bệnh
- Khoa Khám bệnh
- Khoa Khám bệnh II
- Khoa Chăm sóc sức khỏe ban đầu
- Khoa Khám xuất cảnh

34 khoa lâm sàng
- Khoa Phẫu thuật - Gây mê hồi sức
- Khoa Hồi sức - Phẫu thuật tim
- Khoa Phẫu thuật mạch máu
- Khoa Hồi sức cấp cứu
- Khoa Hồi sức ngoại thần kinh
- Khoa Chấn thương sọ não
- Khoa Ngoại thần kinh
- Khoa Ngoại Tiêu hóa
- Khoa Gan Mật Tụy
- Khoa Ngoại Tiết niệu
- Khoa Chấn thương chỉnh hình
- Khoa Mắt
- Khoa Tai Mũi Họng
- Khoa Tạo hình thẩm mỹ
- Khoa Ngoại lồng ngực
- Khoa Nội tim mạch
- Khoa Tim mạch can thiệp và Đơn vị Nhịp học
- Khoa Nội phổi
- Khoa Nội thận
- Khoa Nội tiêu hóa
- Khoa Nội thần kinh và Đơn vị thăm dò chức năng thần kinh
- Khoa Nội tổng quát
- Khoa Nội tổng quát - quốc tế
- Khoa Nội tổng quát
- Khoa Điều trị theo yêu cầu
- Khoa Bệnh nhiệt đới và Đơn vị chống độc
- Khoa Nghiên cứu và điều trị viêm gan
- Khoa Phỏng - tạo hình
- Khoa Nội tiết và Đơn vị Bàn chân đái tháo đường
- Khoa Nội cơ xương khớp
- Khoa Huyết học lâm sàng - Bộ phận Xét nghiệm huyết học và Đơn vị Điều trị trong ngày
- Khoa Cấp cứu
- Khoa Thận nhân tạo
- Khoa Vật lý trị liệu

### Khoa Cận lâm sàng (10)
- Khoa Sinh hóa
- Khoa Vi sinh
- Khoa Chẩn đoán hình ảnh
- Khoa Giải phẫu bệnh
- Khoa Nội soi
- Khoa Siêu âm - Thăm dò chức năng
- Khoa Kiểm soát nhiễm khuẩn - Bộ phận Tiếp nhận thanh trùng
- Khoa Dược và Đơn vị Dược lâm sàng
- Khoa Dinh dưỡng
- Khoa Y học hạt nhân và Đơn vị PET - CT và Cyclotron

## Lịch sử

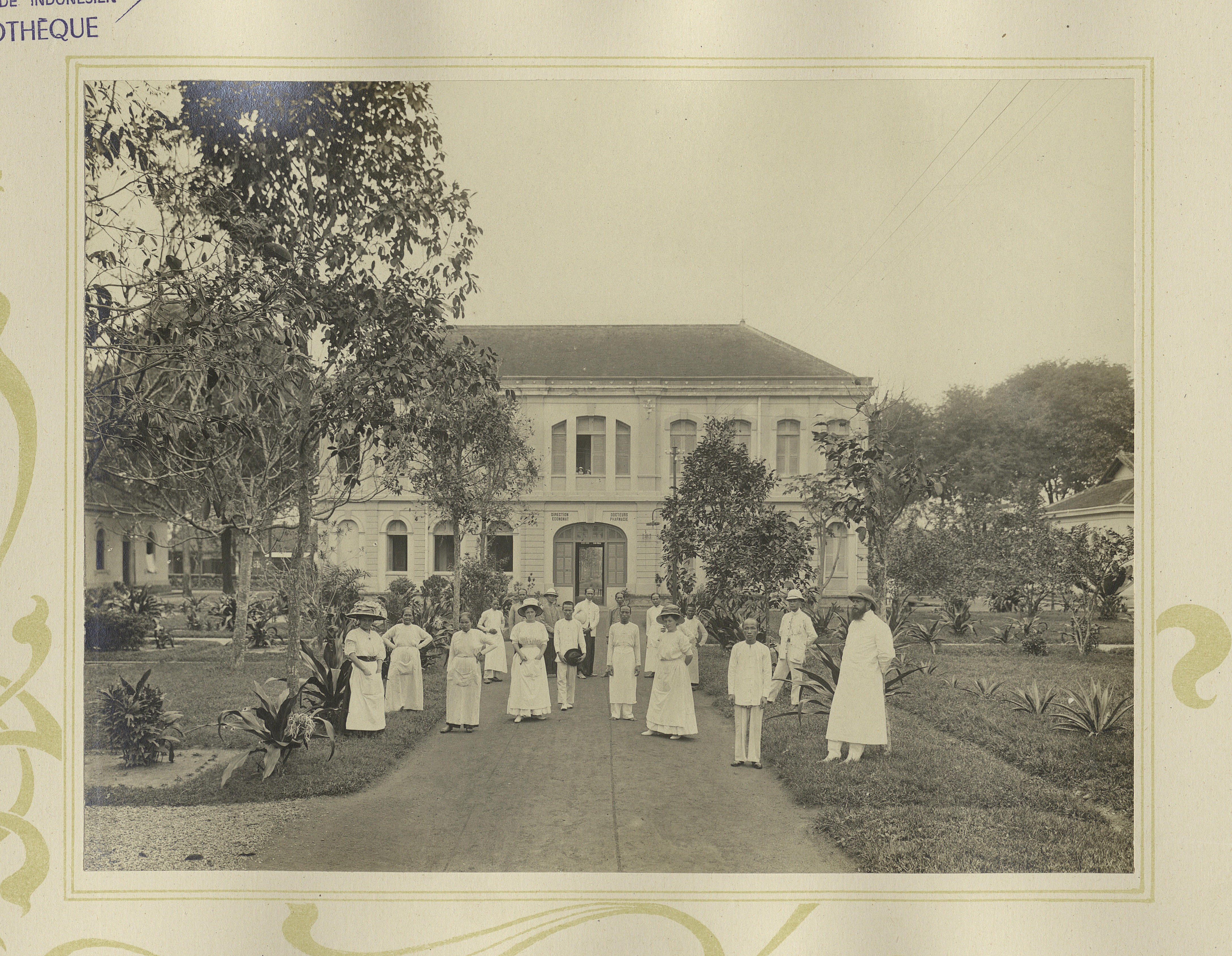
Bệnh viện thành phố Chợ Lớn vào năm 1909

Bệnh viện được thành lập vào cuối thế kỷ 19, ban đầu có tên là Hôpital municipal de Cholon (Bệnh viện thành phố Chợ Lớn). Năm 1919 được đổi thành Hôpital indigène de Cochinchine (Bệnh viện bản xứ Nam Kỳ) và đến năm 1938 lại đổi là Hôpital Lalung-Bonnaire. Bệnh viện có đến 647 giường, là bệnh viện đa khoa có số giường bệnh lớn nhất lúc bấy giờ.

Một góc khuôn viên bệnh viện vào năm 2014

Năm 1957 dưới thời Việt Nam Cộng hòa, sau khi sáp nhập hai phòng khám Hàm Nghi và Nam Việt thì bệnh viện đổi tên thành Bệnh viện Chợ Rẫy (hay Bịnh viện Chợ Rẩy). Tính đến năm 1971, Bệnh viện Chợ Rẫy có 17 khu: ngoại chẩn, nội khoa, nha khoa, ung thư, thần kinh, tim, ngoại khoa, giải phẫu, chỉnh hình, giải phẫu bổ hình và tái tạo, giải phẫu thần kinh, tai mũi họng, mắt, quang tuyến xạ chất, quang tuyến, thí nghiệm và ngân hàng máu, tiếp liệu y dược cụ. Từ năm 1971 đến năm 1974, bệnh viện được xây mới trên diện tích 53.000 m² cùng với trang thiết bị hiện đại, do chính phủ Nhật Bản viện trợ.
Sau năm 1975, bệnh viện được chính quyền mới tiếp quản và đặt trực thuộc Bộ Y tế cho đến nay. Năm 1993, Bệnh viện Chợ Rẫy lại được Nhật Bản viện trợ để tái thiết hạ tầng và trong những năm sau đó tiếp tục được quốc gia này hỗ trợ về đào tạo, thiết bị, quy trình kỹ thuật y khoa.